# Rashidpur Garhi
Rashidpur Garhi is een census town in het district Bijnor van de Indiase staat Uttar Pradesh. 

## Demografie
Volgens de Indiase volkstelling van 2001 wonen er 6363 mensen in Rashidpur Garhi, waarvan 54% mannelijk en 46% vrouwelijk is. De plaats heeft een alfabetiseringsgraad van 75%. 